# Марчино
 Тази статия е за селото в България.  За селото в Република Северна Македония вижте Марчино (община Пробищип).  
Марчино е село в Североизточна България. То се намира в община Попово, област Търговище.

## География
Селото се намира на около 19 км югоизточно от град Попово, на 200 – 300 м надморска височина, оставайки настрани от главния път за Търговище през „Кабдите“. Разположено е в котловина по протежението на река Черни Лом в полупланински район. Землището му граничи с тези на селата: Глогинка, Кошничари, Долна Кабда и Априлово. Асфалтирани шосета го свързват с град Попово и селата Долна Кабда, Конак и Априлово. До селата Глогинка и Кошничари има черни пътища. Почти във всички посоки е оградено от стари букови и брястови гори.
Селото е образувано от следните три махали: Долната махала, Шопската махала и Черкезката махала.

## Кратка историческа справка
Според предание от старо време селото се наричало Белица и било разположено в сегашния долен край на Марчино. Когато турците завладели България и дошли и селото, неговите жители го напуснали и се преселили в град Бяла, като дали името на града от старото си село.
По-късно вече като турско село било наричано Кючук Белица и Кючук Енидже, след време станало само Кючук („малък“), тъй като било много малко и се състояло само от няколко къщи. За пръв път селото се появява в османо-турски данъчен документ от 1541 г. под името Кючюк Тургуд.
Преди Освобождението селото имало около 60 къщи турско население. Имало заселени и черкези. По време на Освободителната война през 1877 г. жителите му избягали към съседните райони, които не били заплашени от военни действия и след това се завърнали отново в селото си, но започнали да се изселват окончателно към Турция.
На тяхно място още през 1879 г. започва заселването на селото с българско население, първоначално от Тракия – от селата Изворово (Харманлийско), Хлябово (Елховско) и Левка (Свиленградско). Малко по-късно в селото се заселват шопско население от селата Кутугерци, Мазарачево и Кършалево (Кюстендилско) и македонски българи от село Иваново, Петричко.
През 1880 г. селото наброява 506 жители: 445 турци, 56 българи и 5 цигани.
През 1890 г. в селото идват и първите балканджии от селата Милковци и Христовци, Еленско.
Около 1900 г. от 574 жители на селото, вече 436 са християни. Като цяло от всички преселници в селото започнали да преобладават тези, дошли от населените места на историко-географската област Тракия.
През 1890 г. новите жители на селото си отварят училище, но църква не успяват да построят поради липса на достатъчно средства и затова ползвали тази в близкото село Априлово. Имало е само малък православен параклис и църковно настоятелство, създадено през 1929 г.
Едва през 2008 г., на 29 септември, е направена първата копка за християнски православен храм, посветен на „Св. Мина“ от русенския владика Неофит.
През 1934 г. селото е преименувано на Марчино, поради това, че разположението му в котловина било причина слънцето да се скрива по-рано и по-рано да се смрачава (по местния говор „марчина“). Друга версия за името на селото е, че е кръстено на македонското село Марчино, откъдето най-вероятно са дошли част от преселниците.
Земеделска кооперация в селото се създава през 1949 г. По-късно в селото е открито и дървообработващо предприятие. Днес и двете не съществуват.
През 50-те г. на XX век започва и изселването на голяма част от многолюдните вече селски фамилии в търсене на реализация към големите градове. През 2001 г. в селото живеят само 140 души, през 2009 г. – около 110.
Старите родове – преселници в селото са: от тракийците (от Хасковско и Харманлийско): Арабаджовци, Аршинци, Куловите, Герджици (Герджиковите), Йорговите, Стояновите, Кралевите, Русиновите, Куртевите, Бабамовите, Кюмюрджийци, Маджарци (Маджаровите), Пиперци и Канеловите от кюстендилските шопи: Дочовите, Гьоревите, Дядо Стефановите, Ивановци, Карадимитровите, Пляковите, Якимовите, Милевците (Джоневите) и Стоювите (Чакъровите) от балканджиите: един голям род, носещ същото име – Балканджиите. По-късно някои от тези родове се раздробяват на по-малки нови и получават други имена.
Днес в селото живее основно възрастно българско и малко турско население. Ромско население няма. Жителите на Марчино се препитават основно от земеделие и дребно животновъдство.

## Религии
- Християнска (източноправославна) – силно преобладаваща;
- Мюсюлманска;

## Обществени институции
- Кметско наместничество;
- Народно читалище „Светлина“;
- Църковно настоятелство;

## Културни и природни забележителности
- В землището на селото все още се откриват следите на антични селища и надгробни могили;
- Все още в селото има запазени старинни къщи с интересна архитектура;
- През селото преминава река Черни Лом, притокът извиращ от землището на село Момино. В нея се лови кефал, кротушка и раци. Тя извира на около 15 км североизточно от селото, а през него тече от изток на запад. На 6 км след Марчино реката завива на север по посока на р. Дунав. През лятото дебитът и рязко спада. Селото е заобиколено от букови и други широколистни гори. Има и малки борови гори.
- Значителна част от землището на селото е покрито от гори. Впечетляваща е величествената букова гора Каинлъка, намираща се на северния склон над селото. В полята и горите се срещат дивите обитатели: зайци, сьрни, диви свине, елени, лисици, чакали, борсуци и рядко вьлци, а Яребицата и фазана са вече почти изчезнали.

## Редовни събития
- Събор на селото - провежда се всяка година на 40-ия ден след Великден - Възнесение Господне (Спасовден).
- От пролетта на 2009 г. се организира нов празник на селото на фиксирана дата – 30 май.